# 厄利站 (印地安納州)
厄利站（英語：Early Station）是位於美國印地安納州弗米利恩縣的一個鬼鎮。

## 地理
厄利站所處的海拔為高於海平面155米（即509英呎），而該地所採用的時區為UTC-5，即北美東部時區（EST）。同時該地設有夏令時間，為UTC-5調快一小時，即UTC-4（EDT）。